# Moderátor kurie
Moderátor kurie pod vedením biskupa diecéze katolické církve koordinuje výkon správních povinností a dohlíží na osoby, které zastávají funkce a služby v diecézní správě. Musí být knězem. Tato funkce byla různě popisována jako obdoba funkce provozního ředitele. Ačkoli byl poprvé zařazen do Kodexu kanonického práva z roku 1983, je tento pojem mnohem starší.
Biskup není povinen jmenovat moderátora kurie a může tento úřad vykonávat sám nebo jeho funkcí pověřit jiné osoby. Obvykle tento úřad zastává generální vikář, nebo jeden z nich, pokud jich má diecéze více.
Moderátor kurie je vázán k biskupovi obecnou zásadou, že „diecézní struktury musí vždy sloužit dobru duší a že organizační potřeby nesmí mít přednost před péčí o osoby. Je proto nutné zajistit, aby organizace byla agilní a efektivní, zbavená všech zbytečných složitostí a byrokracie, přičemž pozornost musí být vždy zaměřena na nadpřirozený účel práce.“